# Marco Valerio Massimo Potito
Marco Valerio Massimo Potito (in latino: Marcus Valerius Maximus Potitus; fl. 286 a.C.) è stato un politico romano.

## Biografia
Fu eletto console nel 286 a.C. ed ebbe Gaio Elio Peto come collega. Il fatto più rimarchevole dell'anno di consolato furono le agitazioni seguite alla proclamazione della Lex Hortensia .